# Básico (álbum)
Básico é o primeiro álbum ao vivo do cantor espanhol Alejandro Sanz, lançado em 1993.
| Críticas profissionais                                                      | Críticas profissionais |
| Avaliações da crítica                                                       | Avaliações da crítica  |
| Fonte                                                                       | Avaliação              |
| --------------------------------------------------------------------------- | ---------------------- |
| allmusic                                                                    | [ 2 ]                  |
| Esta tabela precisa de ser acompanhada por texto em prosa. Consulte o guia. |                        |

## Faixas
Todas as faixas escritas e compostas por Alejandro Sanz. 
| N.º | Título                          | Duração |  |
| 1.  | "Mi Primera Cancion"            | 5:48    |  |
| 2.  | "Pisando Fuerte"                | 4:35    |  |
| 3.  | "Que No Te Daria Yo"            | 4:03    |  |
| 4.  | "Si Tu Me Miras"                | 4:02    |  |
| 5.  | "Como Te Echo De Menos"         | 3:59    |  |
| 6.  | "Los Dos Cogidos De La Mano"    | 4:40    |  |
| 7.  | "Tu Letra Podre Acariciar"      | 3:32    |  |
| 8.  | "A Golpes Contra El Calendario" | 5:16    |  |
| 9.  | "Se Le Apago La Luz"            | 4:36    |  |
| 10. | "Viviendo Deprisa"              | 3:36    |  |